# Emidio Coppa
Il barone Emidio Carlo Antonio Coppa (Città Sant'Angelo, 24 febbraio 1826 – Città Sant'Angelo, 12 gennaio 1902) è stato un nobile, agronomo e politico italiano.

## Biografia
Figlio del barone Filippo e Maria dei baroni Scorpione. I Coppa (da cui derivano i Coppa-Solari e i Coppa-Zuccari) erano tra i maggiori proprietari terrieri del teramano. Già da giovane Emidio seguirà le sue due passioni principali: l'ammodernamento della agricoltura e la politica. Ancora negli anni '30, il barone Acerbo, già sottosegretario alla Presidenza del Consiglio, ricordava in un convegno di agricoltori, gli “... Esperimenti ... adottati trenta – quaranta anni [prima] nelle campagne dei miei amici Coppa di Città S. Angelo”
Si sposò più volte, la prima nel 1847 con la Nobildonna Rosa Ginistrelli da cui ebbe tre figli: Nicola, Maria e Giuseppe. Rimasto vedovo nel 1857 si risposò con Eleonora de Sanctis dei baroni di Cerreto (vedova del barone Corinto Basile) da cui ebbe 2 figli Antonio e Rosa. Sposatosi una terza volta con Evelina Cilli ebbe un'ultima figlia di nome Linda, che andò in sposa al gentiluomo Federico Ghiotti, anch’egli di Città Sant’Angelo, agronomo e proprietario terriero, figlio del patriota e garibaldino Domenico Ghiotti.
Tra il 1858 al 1863 fu sindaco di Città Sant'Angelo. In questa veste ospitò Vittorio Emanuele II nella sua Villa di Castellammare adriatico il 16 e 17 ottobre 1860.
Nel 1873 fu eletto Deputato nella circoscrizione di Città Sant'Angelo ottenendo da solo più della metà dei voti espressi
Morì nel suo Palazzo a Città Sant'Angelo nel 1902.